# Chamois niortais Football Club
Maillots
Le Chamois niortais Football Club, abrégé en Chamois niortais FC, est un club de football français fondé en 1925, disparu en 2025, et situé à Niort dans les Deux-Sèvres.
Le club est fondé par le fils du propriétaire d'une chamoiserie locale, d'où le nom du club. Le club joue depuis 1974 au stade René-Gaillard, à Niort, lequel est doté d'une capacité de 6 398 places. Les Chamois ont comme couleur traditionnelle le bleu.
Après avoir évolué au niveau régional en Ligue du Centre-Ouest, les Chamois niortais accèdent en 1948 à la première édition de la Division nationale du championnat de France amateurs. Les Niortais jouent quinze saisons à ce niveau entre 1948 et 1971, sans parvenir à se qualifier pour la phase finale. À la suite de la réforme des championnats, ils intègrent la Division 3 en 1971.
En 1985, le club est promu en Division 2 et devient en même temps professionnel. Deux ans plus tard, il monte en Division 1 et participe pour la saison 1987-1988 à son unique saison à ce niveau, étant relégué dans la foulée en Division 2. Entre 1988 et 2023, le Chamois niortais FC évolue régulièrement en deuxième division, ne connaissant que quelques saisons dans les divisions inférieures.
En 2024, à cause de dettes importantes, les Chamois sont rétrogradés administrativement en Régional 3 (8e niveau). Faute d'amélioration financière, le club finit par déclarer forfait général et disparait en avril 2025, après 31 saisons de deuxième division et une de première division. Dans la foulée, l'Union athlétique Niort Saint-Florent, autre club de la ville, qui évolue en Régional 2, change de nom en Union Saint Florent Chamois niortais, faisant perdurer la « marque » Chamois niortais.

## Histoire

### Genèse du club (1925-1945)
Après la Première Guerre mondiale, le propriétaire d'une chamoiserie locale, Théophile Boinot, créé le premier club de sport de Niort, nommé Amicale Club niortais[réf. nécessaire]. Peu de temps après, la section football est fondée et nommée Étoile sportive niortaise[pas clair]. En 1925, le fils de Théophile Boinot, Charles Boinot, met en place le premier club de football de la ville, nommé Chamois niortais Football Club,.
Pour la première saison, la présidence du club est confiée à Jean Gavaggio, un ingénieur chimiste à l'usine de Théophile Boinot. Georges Poussard, aussi ouvrier de l'usine, est nommé secrétaire du club. L'équipe d'origine joue en maillot blanc, et participe au championnat régional de la Ligue du Centre-Ouest. En 1929, le footballeur suisse, Franchina est nommé premier entraîneur du club, et le premier comité est élu. Tout au long des années 1930, le club continue de grandir, le club enrôle de plus en plus de joueurs et de membres, mais pourtant les résultats du club sont toujours médiocres en championnat.[réf. nécessaire]
Pour la saison 1932-1933, les Chamois niortais rejoint la DH Centre-Ouest, le plus haut niveau de football régional en France, et termine 8e lors de sa première saison. Les deux saisons suivantes, le club termine consécutivement 6e et 7e, avant d'être relégué en Promotion Honneur en 1936. Le club y joue pendant trois saisons, avant de regagner, à l'issue de la saison 1938-1939, leur promotion en Division d'honneur de la Ligue du Centre-Ouest, le plus haut niveau régional. En 1939, Joseph Boinot est nommé président du club. L'année suivante, le club réussit un grand coup en signant l’international tchécoslovaque Ferdinand Faczinek, qui joue pour le club pendant une saison avant de signer au FC Sète à la fin de la saison 1940-1941. Juste après, le championnat de football français est stoppé pendant deux ans à cause de la Seconde Guerre mondiale.

### Entre DH et Division 3 (1945-1985)
Les Chamois sont rapidement relégués en DH du Centre-Ouest en 1945. Dirigé par Faczinek, qui est revenu au club en tant que joueur-entraîneur en 1943, l'équipe remporte la DH Centre-Ouest trois saisons consécutives. Malgré ce succès, Faczinek quitte le club en 1948 et est remplacé par l'ancien international français, Maurice Banide. L'équipe rejoint la CFA pour la saison 1948-1949 et y reste pendant cinq saisons, ils finissent à la 2e place en 1951, derrière le Stade Quimpérois, avec cinq points de retard. En 1953, le club termine en bas de classement et est donc relégué en DH Centre-Ouest. À la suite de sa relégation, l'entraîneur Nicolas Hibst est limogé et remplacé par Georges Hatz, qui avait déjà entraîné l'AJ Auxerre. Le club reste en DH Centre-Ouest jusqu'en 1960 où, sous la direction de Nordine Ben Ali, ils remportent le titre de champion par un seul point d'avance sur le Stade PEPP de Poitiers, ils reviennent en CFA.
Pour la première saison, le club lutte pour le maintien, et finit à la 10e place. Après avoir fini deux fois à la deuxième place lors des deux saisons suivantes, l'équipe finit trois fois de suite à la cinquième place, étant entraînée par Kazimir Hnatow. Après que Hnatow ait quitté les Chamois en 1966, le club diminue et finit par être relégué une nouvelle fois en DH Centre-Ouest à la fin de la saison 1969 avec seulement 12 points en 26 matches. Lors de la restructuration du système de la ligue, l'équipe rejoint la Division 3, nouvellement formée, en 1970. Ils y jouent pendant les huit années suivantes, terminant au maximum à la 4e place du classement. En 1978, le club termine dernier et est une nouvelle fois relégué au quatrième niveau, mais ils sont immédiatement promus en Division 3, en terminant second. Cependant, ils sont de nouveau relégués en quatrième division en 1980, où ils restent pendant quatre saisons. En avril 1984, Patrick Parizon est nommé entraîneur et le mois suivant, le club termine à la troisième place, synonyme de promotion en Division 3. En 1984-1985, l'équipe ne perd que trois matches de championnat, ils terminent donc à la première place. Une victoire 2-1 sur Montauban le 18 mai 1985 confirme leur promotion en Division 2 pour la première fois de l'histoire du club.

### Découverte du monde professionnel (1985-1992)
Grâce à sa promotion, le Chamois niortais FC devient un club professionnel pour la saison 1985-1986. La saison a bien commencé pour le club, en gagnant 1-0 contre l'USL Dunkerque, le 16 juillet 1985. Ils finissent à une respectable cinquième place finale lors de leur première saison avec un total de 37 points. La saison suivante fut un succès sans précédent pour l'équipe, accumulant 17 matches sans défaite. Leur triomphe est confirmé avec une victoire 2-0 sur Orléans au Stade René-Gaillard le 23 mai 1987.
La saison suivante s'est avérée être la seule saison du club à ce jour en première division. La saison a débuté avec un match nul 1-1 contre le RC Lens et la première victoire du club est venue contre le Montpellier HSC, le 1er août 1987. L'équipe a également décroché une victoire lors de son premier match de D1 télévisé, battant l'AS Saint-Étienne 2-1 le 18 août 1987. Après un début prometteur, l'équipe s'enfonce au fond de la division pour la suite de la saison. Pour le dernier match du championnat les Chamois pointe à la 17e place avec 1 point d'avance sur le RC Lens qu'ils affrontent en déplacement. À l'issue d'une défaite 3-1, le club doit jouer contre le SM Caen en barrages pour sauver sa place en Division 1. Finalement, le 10 juin 1988, le club s'incline 3-0 en barrages retour et est condamné à retourner en Division 2 après un match nul 1-1 au match aller.
La relégation a vu la fin du règne de Patrick Parizon comme entraîneur, remplacé par Victor Zvunka. Le retour en Division 2 est compliqué pour les Chamois qui finissent seulement à la 14e place à la différence de but par rapport au FC Sète qui est lui relégué. La saison suivante est meilleure, le club finissant à la 7e de son groupe.
Lors de la Coupe de France 1990-1991, les Chamois réalisent leur meilleure performance. En trente-deuxième de finale, ils éliminent le SM Caen, club de D1 sur le score de 1-0 à Niort. Pour le match suivant, les Niortais affrontent le Montpellier HSC, lui aussi club de D1, au Stade de la Mosson. Ils s'imposent 1-0 et réalisent l'exploit d'aller en quarts de finale. Pour les quarts, le club doit se déplacer à Gueugnon pour affronter le FC Gueugnon, club de la même division que Niort. Le parcours du club se termine par une défaite 1-0 et reste encore aujourd'hui la meilleure performance du club. Malheureusement pour les Chamois la saison en D2 est plus délicate, le club n'assure son maintien qu'à l'issue de la dernière journée contre le Tours FC en finissant à la 15e place. La ligue nationale de football prononce la rétrogradation du club en Division 3 pour raison financière. Le club est finalement cédé ce qui permet de sauver le statut professionnel et le centre de formation pour un an.
Pour repartir en Division 3, le club se sépare de son entraîneur Victor Zvunka et nomme à sa place Robert Buigues. Pour sa première saison en D3, le club finit premier de son groupe et retrouve donc la Division 2. Le club s'incline au t.a.b. contre la réserve de l'AJ Auxerre en demi-finale pour l'attribution du titre. Cette promotion permet au club de conserver le statut professionnel.

### Stagnation en Division 2/Ligue 2 (1992-2005)
Pour son retour en Division 2, le club doit assurer son maintien ce qui est rendu difficile par le fait que lors de la saison de D2 1992-1993 sur les 18 clubs du groupe, 7 vont être relégués. Le club se maintient en finissant à la 10e place. Pour la saison suivante (la première à poule unique), le club doit batailler pour se maintenir. Au mois de mars, le club se sépare de son entraîneur Robert Buigues pour nommer Albert Rust. Un choix payant car le club finit à la 18e place, la première non-relégable. Lors des deux saisons suivantes, le club se maintient en finissant à la 17e et à la 16e place. Mais la satisfaction vient d'ailleurs ; le club ne s'inclinant qu'en quart de finale de la Coupe de la Ligue française de football 1995-1996 contre le FC Metz alors en D1 et futur vainqueur de l'épreuve.
Lors de la saison 1996-1997, le club se mêle à la lutte pour la montée mais échoue finalement à la 5e place. Les deux saisons suivantes, le club finit en milieu de tableau. La saison 1999-2000 démarre mal et en octobre alors que le club est relégable, celui-ci décide de se séparer de son entraîneur Albert Rust pour nommer un argentin, Ángel Marcos. À la fin de la saison les Chamois assurent leur maintien en finissant à la 15e place.
Lors de la Coupe de la Ligue 2000-2001, le club réalise un parcours exceptionnel. En seizièmes de finale, les Niortais gagnent 1-0 au Stadium contre le Toulouse FC alors en D1. En quart, Niort accueille, devant plus de 10 000 spectateurs, l'AS Saint-Étienne. À l'issue du match, le club gagne 3-2 et est qualifié pour la première fois de son histoire pour une demi-finale de coupe nationale. Pour cette demi-finale, le club se déplace à Monaco où il rencontre l'AS Monaco, club de D1. Les Chamois sont finalement éliminés sur le score de 2-0 dans ce qui reste encore aujourd'hui comme leur meilleur parcours en coupe. En championnat, Niort va lutter pour la montée mais le club échouera en finissant à la 4e place.
À la suite de ces performances, Ángel Marcos quitte le club, il est remplacé par Philippe Hinschberger. Après trois saisons en première partie de tableau, Philippe Hinschberger quitte le club pour rejoindre Le Havre AC. Le club décide de nommer Vincent Dufour. La saison démarre mal et à la trêve le club est relégable. À l'issue d'une cuisante défaite 5-1 en déplacement contre Grenoble, le club annonce le départ de l'entraîneur. Pascal Gastien alors entraîneur de la réserve prend les commandes de l'équipe. Il ne peut pas empêcher la relégation du club qui finit dernier avec 21 défaites.

### Entre National et CFA (2005-2012)
Philippe Hinschberger est nommé en tant qu'entraîneur en 2005, et réussit à remporter le championnat National dès la première tentative, le titre est acquis avec une victoire 2-0 sur le Sporting Toulon Var, le 13 mai 2006. Niort passe deux saisons difficiles en Ligue 2, finissant 16e de la saison 2006-2007, puis est relégué en 2007-2008 après avoir concédé un but dans le temps additionnel contre l'US Boulogne, le 16 mai 2008,.
Denis Troch est désigné entraîneur du club le 1er juillet 2008, et, malgré les espoirs d'un retour rapide en Ligue 2, l'équipe effectue une mauvaise saison 2008-2009. Le club ne remporte aucun match de championnat lors des trois premiers mois de la saison, ce qui se poursuit en 2009. Ils jouent leur dernier match de la saison, face à Pacy Vallée-d'Eure, où les trois points de la victoire sont nécessaires pour le maintien. Cependant, le club finit sur un match nul 0-0 et est relégué en CFA pour la première fois depuis 1970. La relégation voit la fin de l'ère niortaise comme club professionnel, car ils sont forcés à retrouver le statut de club semi-professionnel en raison des règles de la DNCG.
En juin 2009, Pascal Gastien est nommé entraîneur du club pour trois saisons, avec la tâche de réaliser le retour en National lors de la première saison. Le club remporte le groupe C de CFA et obtient ainsi sa promotion dans l’échelon supérieur pour la saison 2010-2011. Pour son retour en National le club finit à la 11e place. Pour leur deuxième saison à cet échelon, les Chamois obtiennent leur promotion pour la division supérieure en finissant à la 2e place. Cette promotion permet au club de retrouver son statut professionnel, il évoluera donc pour la saison 2012-2013 en Ligue 2.

### Retour en Ligue 2 (2012-2023)
De retour en Ligue 2, l'objectif de l'équipe est d'assurer son maintien, ce qu'elle parvient à faire lors des toutes dernières journées du championnat. La saison suivante, le club participera à la lutte pour la montée, étant même 3e à l'issue de la 31e journée. Le club pointe à la 5e place à 6 unités de la montée. À l'issue de cette saison, Pascal Gastien quitte le club, remplacé par Régis Brouard.
Il aborde la saison 2014-2015 en Ligue 2, une saison qui sera plus compliquée car les Chamois devront lutter pour leur maintien. Cette saison se termine par une honorable 11e place. Lors de la saison 2015-2016, le club doit batailler jusqu'à la fin de la saison pour pouvoir assurer son maintien en Ligue 2. Au mois de février 2016, l'entraîneur Régis Brouard est démis de ses fonctions.
Pour la saison 2016-2017, les Chamois seront entraînés par Denis Renaud. En championnat, la saison sera plus tranquille que les précédentes et le club finit à une belle 10e place. En Coupe de France, les Chamois ne seront éliminés qu'en 8e de finale par deux buts tardifs du Paris Saint-Germain. À cette occasion, une tribune supplémentaire a été rajoutée au Stade René-Gaillard. En effet, le stade a accueilli pas loin de 9 000 supporters pour cet événement.
La saison suivante sera plus compliquée et l'entraîneur Denis Renaud est renvoyé par le club. Cette saison se termine par une 15e place au classement. Patrice Lair signe un contrat de deux ans avec le club pour entraîner l'équipe première. Alors que la saison 2018-2019 démarre bien, le club est en première partie de tableau, le 11 décembre 2018, l’entraîneur décide de quitter ses fonctions. Il explique être en conflit avec une partie du vestiaire des Chamois niortais. Le nouvel entraîneur sera Pascal Plancque. La saison se termine finalement par une 12e place en Ligue 2. Lors de cette saison, le buteur Ande Dona Ndoh atteint les 63 buts, toutes saisons confondues, avec le club et en devient ainsi le meilleur buteur.
Après un début de saison 2019-2020 compliqué, Pascal Plancque est démis de ses fonctions après une défaite en Coupe de France contre le club réunionnais de la JS Saint-Pierroise. Il est remplacé à partir du 14 janvier 2020 par l'ancien entraîneur de l'Olympique de Marseille, Franck Passi. Lorsque la Ligue 2 est suspendue le 13 mars 2020 en raison de la pandémie de maladie à coronavirus en France, le club est 18e et barragiste.
La saison 2020-2021 commence par de très bons résultats puisque l'équipe désormais dirigée par Sébastien Desabre est en tête lors de la 4e et de la 5e journée, luttant même pour le podium jusqu'à la 10e journée. Toutefois, le club enchaîne les mauvais résultats et, au soir de la dernière journée, tombe à la 18e place, synonyme de barrages. Les Chamois affrontent le Football Club Villefranche Beaujolais, troisième du championnat de National 1 : défaits à l'extérieur au match aller (3-1), les Chamois niortais remportent le match retour au stade René Gaillard (2-0) assurant ainsi leur maintien en Ligue 2.
Le 13 mai 2023, après une saison compliquée largement passée dans la zone de relégation, les Chamois sont officiellement relégués en National après une défaite face au SC Bastia.

### Disparition puis fusion et reconstruction (2024-2025)
Le 1er août 2024, la Direction nationale du contrôle de gestion (DNCG) décide de l'exclusion du club de toutes les compétitions nationales en raison des dettes importantes qui pèsent sur le club, à savoir plus de 3 millions d'euros,,,.
Le 15 août, la société anonyme des Chamois niortais dépose le bilan et, le 10 septembre, le tribunal de commerce de Niort annonce sa liquidation judiciaire. Le 21 septembre, le CNOSF recommande que les Chamois niortais soient reversés en Régional 3. Le 27 septembre, la Fédération française de football indique que les Chamois niortais évolueront en Régional 3 (poule C) pour la saison 2024-2025, soit au 8e niveau.
Alors qu'une disparition du club est évoquée début 2025, un projet de fusion avec un autre club niortais, l'Union athlétique Niort Saint-Florent, qui évolue en Régional 2, est présenté le 25 mars 2025. Finalement, le 10 avril 2025, le tribunal de commerce de Niort met fin à l'activité des Chamois niortais avec la liquidation de l'association, à quelques semaines du centenaire du club. Dans la foulée, le club déclare forfait général et ne termine pas la saison, étant classé 13e et dernier de sa poule de Régional 3 avec 0 point.
Le 6 mai 2025, l'UA Niort Saint-Florent, fondée en 1952 par l'abbé de l'église Saint-Florent, et Florimond Labulle, candidat à la reprise des Chamois niortais, annoncent un rapprochement entre des deux parties. L'UA Niort Saint-Florent, affilié sous le no 14355, qui a terminé 6e de la poule C du Régional 2, change de nom en Union Saint Florent Chamois niortais, faisant perdurer la « marque » Chamois niortais. L'UA Niort Saint-Florent étant couramment appelé Saint-Flo, le club décide d'utiliser l'appellation « Chamois niortais St-Flo » sur ses supports externes,.

## Identité

### Couleurs
L'insigne des Chamois niortais se compose d'un chamois sur un ballon, avec un fond bleu royal, qui sont les couleurs traditionnelles du club à domicile depuis sa fondation en 1925. Les joueurs jouent avec un ensemble bleu à bande blanche à domicile. Depuis lors, le club joue généralement avec un maillot, un short et des chaussettes bleus. Lors de son passage en Première Division lors de la saison 1987-1988, le club joue en blanc au stade de la Venise Verte. Lors de la saison 2007-2008, l'équipe joue exceptionnellement en or et noir pour commémorer les 20 ans de la seule participation du club en Première Division.
À partir de la saison suivante, la tenue est comme à son habitude, composée d'un ensemble (maillot, short et chaussettes) bleu pour les matchs à domicile et d'un ensemble blanc avec une bande bleue, short blanc et chaussettes blanches.
Pour la saison 2009-2010, les ensembles du club sont produits par la société de vêtements de sport italien, Erreà, et le sponsor maillot principal est Cheminées Poujoulat. Depuis la saison 2011-2012, l'équipementier officiel du Club est Puma et le sponsor principal est la MACIF, société d'assurances française bien connue dont le siège se trouve à Niort. À partir de 2017/2018, c'est la marque allemande Erima qui prend le relais et à partir de 2020/2021, Kappa.
| \| 2012-2013 \| 2013-2014 \| 2014-2015 \| 2015-2016 \| 2016-2017 \| 2017-2018 \| 2018-2019 \| 2019-2020 \| |           |           |           |           |           |           |           |
| 2012-2013                                                                                                  | 2013-2014 | 2014-2015 | 2015-2016 | 2016-2017 | 2017-2018 | 2018-2019 | 2019-2020 |

| \| 2012-2013 \| 2013-2014 \| 2014-2015 \| 2015-2016 \| 2016-2017 \| 2017-2018 \| 2018-2019 \| 2019-2020 \| |           |           |           |           |           |           |           |
| 2012-2013                                                                                                  | 2013-2014 | 2014-2015 | 2015-2016 | 2016-2017 | 2017-2018 | 2018-2019 | 2019-2020 |

| \| 2012-2013 \| 2013-2014 \| 2014-2015 \| 2015-2016 \| 2016-2017 \| 2017-2018 \| 2018-2019 \| 2019-2020 \| |           |           |           |           |           |           |           |
| 2012-2013                                                                                                  | 2013-2014 | 2014-2015 | 2015-2016 | 2016-2017 | 2017-2018 | 2018-2019 | 2019-2020 |

### Logos

Ancien blason (jusqu'à 2011)
Ancien blason (2011-2014)
Ancien blason (2014-2024)
Ancien blason (2024-2025)

## Résultats sportifs

### Palmarès
| Compétitions nationales | Compétitions régionales |
| --- | --- |
| Championnats - Ligue 1 / Division 1 - Meilleur classement : 18e en 1988 - Ligue 2 / Division 2 - Vice-champion : 1987 - Championnat de France D3 (1) - Champion : 2006 - Vainqueur de groupe : 1985, 1992 - Championnat de France D4 - Vainqueur de groupe : 2010 Coupes - Coupe de France - Meilleure performance : quart-de-finaliste en 1991 - Coupe de la Ligue - Meilleure performance : demi-finaliste en 2001 - Coupe d'Été - Finaliste : 1991 | Championnat - Championnat du Centre-Ouest (Division d'Honneur) (4) - Champion : 1946, 1947, 1948, 1960 Coupe - Coupe du Centre-Ouest (12) - Vainqueur : 1947, 1948, 1950, 1966, 1970, 1975, 1989, 1990, 1992, 1996, 2001, 2011 |

## Personnalités

### Entraîneurs
Quatre entraîneurs, Kazimir Hnatow, Robert Charrier, Pascal Gastien et Philippe Hinschberger; ont été nommés plus d'une fois. À ce jour, le seul à avoir entraîné le club en première division est Patrick Parizon, au cours de la saison 1987-1988. L'entraîneur qui est resté le plus longtemps est Ferdinand Faczinek, qui a eu un mandat de cinq ans entre 1943 et 1948.
| Nom                            | Période     |
| ------------------------------ | ----------- |
| Franchina                      | 1929 – 19** |
| Luc Pilard                     | 1940 – 1943 |
| Ferdinand Faczinek             | 1943 – 1948 |
| Maurice Banide                 | 1948 – 1949 |
| René Garnier                   | 1949 – 1950 |
| Nicolas Hibst                  | 1950 – 1953 |
| Georges Hatz                   | 1953 – 1955 |
| Jean Léost                     | 1955 – 1957 |
| Nordine Ben Ali                | 1957 – 1960 |
| Henri Burda                    | 1960 – 1963 |
| Kazimir Hnatow                 | 1963 – 1966 |
| Maurice Cailleton              | 1966 – 1967 |
| Jean-Claude Casties            | 1967 – 1969 |
| Raymond Abad                   | 1969 – 1971 |
| Jean-Claude Lavaud             | 1971 – 1972 |
| Robert Charrier Kazimir Hnatow | 1972 – 1973 |

| Nom                            | Période          |
| ------------------------------ | ---------------- |
| Robert Charrier                | 1973 – 1977      |
| Jean-Pierre Andres             | 1977 – 1978      |
| Jean-Louis Memeteau            | 1978 – 1982      |
| Gérard Proust                  | 1982 – 1984      |
| Patrick Parizon                | 1984 – 1988      |
| Victor Zvunka                  | 1988 – 1991      |
| Robert Buigues                 | 1991 – 1995      |
| Albert Rust                    | 1995 – oct. 1999 |
| Marcin Kurowski Pascal Gastien | oct. 1999        |
| Ángel Marcos                   | oct. 1999 – 2001 |
| Philippe Hinschberger          | 2001 – 2004      |
| Vincent Dufour                 | 2004 – 2005      |
| Pascal Gastien                 | 2005             |
| Philippe Hinschberger          | 2005 – 2007      |
| Faruk Hadžibegić               | 2007             |

| Nom                                                | Période                       |
| -------------------------------------------------- | ----------------------------- |
| Jacky Bonnevay                                     | 2007 – 2008                   |
| Samuel Michel                                      | 2008                          |
| Denis Troch                                        | 2008 – 2009                   |
| Pascal Gastien                                     | 2009 – 2014                   |
| Régis Brouard                                      | 2014 – février 2016           |
| Carl Tourenne Jean-Philippe Faure                  | février 2016 – mai 2016       |
| Denis Renaud                                       | mai 2016 – février 2018       |
| Jean-Philippe Faure Carl Tourenne Franck Azzopardi | février 2018 – mai 2018       |
| Patrice Lair                                       | mai 2018 – décembre 2018      |
| Jean-Philippe Faure                                | décembre 2018 – janvier 2019  |
| Pascal Plancque                                    | janvier 2019 – janvier 2020   |
| Franck Passi                                       | janvier 2020 – juin 2020      |
| Sébastien Desabre                                  | juin 2020 – août 2022         |
| Rui Almeida                                        | septembre 2022 – janvier 2023 |
| Bernard Simondi                                    | mars 2023 - juin 2023         |
| Philippe Hinschberger                              | juillet 2023 - septembre 2024 |

## Structures

### Stades

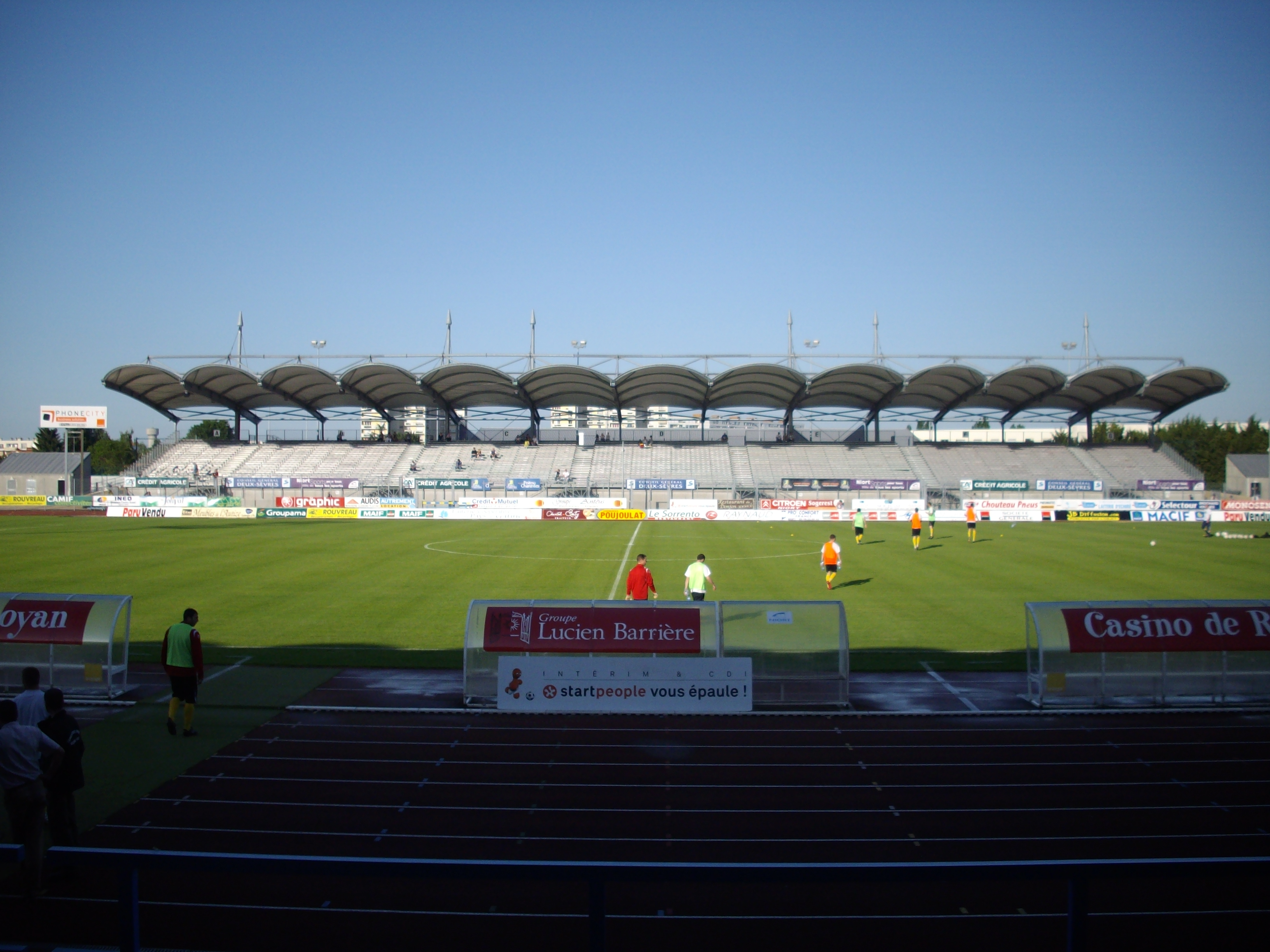
Le stade René-Gaillard

Lorsque les Chamois niortais furent fondés, le club n'avait pas réellement de stade et jouait ses matchs amicaux à différents endroits dans et autour de Niort. En 1926, lorsque l'équipe a rejoint la Ligue du Centre-Ouest, le club choisit le stade de Genève, au bord de la Sèvre Niortaise à l'ouest du centre-ville. Les Chamois continuent à y jouer la plupart des 50 années suivantes jusqu'au début des années 1970, où la municipalité socialiste annonce la construction d'un stade plus moderne dans le nouveau quartier de la Venise Verte, au sud-ouest de la ville en direction du Marais Poitevin et de la ville de La Rochelle.
Le 3 août 1974, est donc inauguré le tout nouveau stade de la Venise verte où les Chamois lors d'un match amical, entre Niort et le Dynamo Kiev. Dans les années 1990, le stade est rebaptisé "Stade René Gaillard" en l'honneur de René Gaillard, ancien maire socialiste de la ville.
Jusque dans les années 2010, le stade dispose de quatre tribunes : la Tribune d'Honneur, la Tribune Pesage, la Tribune Populaire Nord et la Tribune Populaire Sud. Les quatre tribunes ont une capacité combinée de 10 898 places, dont 1 234 places debout. Depuis 2016, seules les Pesages, Honneur, et Visiteurs, sont disponibles: les tribunes populaires étants bâchées ou remplacées par l'espace VIP Bodard, ce qui donne une capacité commerciale de 6398 places. Le stade est typique de beaucoup de continentaux motifs européens, avec une piste d'athlétisme entre le terrain et les tribunes. Près du stade il y a un petit terrain annexe réservé aux équipes de jeunes du club. Le premier match télévisé dans le stade a eu lieu le 18 août 1987, lorsque l'AS Saint-Étienne a été battu 2-1. Le record d'affluence du stade a été atteint le 24 octobre 1987, lorsque 16 715 personnes ont vu les Chamois victorieux face à l'Olympique de Marseille par 1-0 dans une rencontre de Division 1.

### Éléments comptables
Le tableau ci-dessous résume les différents budgets prévisionnels du club niortais saison après saison.
| Saison | 2008-2009 | 2009-2010 | 2010-2011 | 2011-2012 | 2012-2013 | 2013-2014 | 2014-2015 | 2015-2016 | 2016-2017 |
| Budget | 5,1 M€    | N.C       | 3,2 M€    | 3,3 M€    | 6,3 M€    | 8 M€      | 8 M€      | 9 M€      | 9 M€      |
| Saison | 2017-2018 | 2018-2019 | 2019-2020 |           |           |           |           |           |           |
| Budget | 8 M€      | 9,5 M€    | 9 M€      |           |           |           |           |           |           |

### Équipementiers
Puma habilla les Chamois à partir des années 2000 jusqu'en 2017, avant d'être remplacé par Erima jusqu'en 2020. Depuis la saison 2020/2021, c'est l'équipementier Kappa qui est devenu le fournisseur officiel des Chamois.

## Supporters
À ce jour, la plus forte participation moyenne lors d'une saison est de 10 142 spectateurs au cours de la saison 1987-1988, lorsque le club évoluait en Division 1. Depuis lors, la fréquentation moyenne est généralement de moins de 5 000 spectateurs. Lors de la saison 2008-2009, la moyenne était seulement de 2 348.

## Autres équipes

### Section foot fauteuil
Le club des Chamois niortais est le premier club français de football professionnel à avoir intégré une section Foot fauteuil dans ses rangs. Historiquement, cette discipline est pratiquée au sein des établissements médicaux sociaux. Le club permet donc aux joueurs en situation de handicap de pratiquer leur sport dans un club de foot à part entière et, une fois encore, montre sa volonté de favoriser la pratique du foot dans son ensemble.